# أوزيبيو إسكوبار
أوزيبيو إسكوبار (بالإسبانية: Eusebio Escobar)‏ (2 يوليو 1936 بكولومبيا - ) هو لاعب كرة قدم كولومبي في مركز الهجوم، شارك في كأس العالم 1962. وشارك مع منتخب كولومبيا لكرة القدم. أما مع النوادي، فقد لعب مع أتلتيكو ناسيونال وأمريكا دي كالي وإنديبندينتي ميديلين وديبورتيس كوينديو وديبورتيفو كالي وديبورتيفو بيريرا وأتليتيكو بوكارامانغا.

## وصلات خارجية
- أوزيبيو إسكوبار على موقع الاتحاد الدولي (مؤرشف)  (الإنجليزية)
- أوزيبيو إسكوبار على موقع قاعدة بيانات كرة القدم.إي يو (الإنجليزية)